# Patrik Haglund

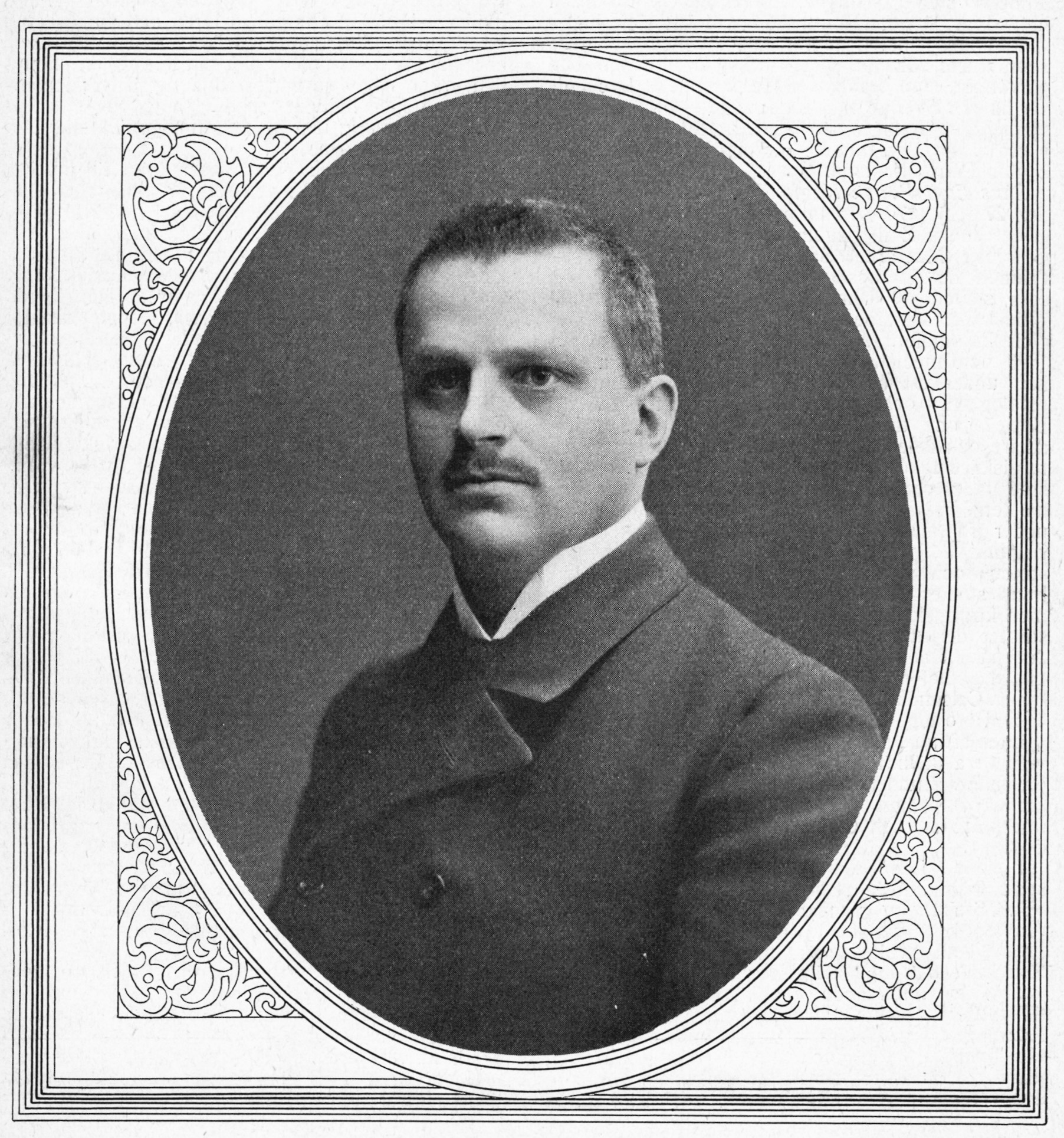
Patrik Haglund (1912).

Patrik Haglund ['hɑːglɵnd] (* 27. Mai 1870; † 8. Dezember 1937) war ein schwedischer Chirurg und Orthopäde. Er hatte die erste Orthopädie-Professur Skandinaviens am Karolinska-Institut in Stockholm inne und schrieb in deutscher Sprache 1923 das erste nordische Orthopädie-Lehrbuch unter dem Titel Die Prinzipien der Orthopädie (Verlag von Gustav Fischer, Jena, 1923). Im Jahr 1936 wurde Haglund zum Mitglied der Leopoldina gewählt.
Nach Haglund sind eine Verknöcherungsstörung (Avaskuläre Nekrose) der Fersenbein-Apophyse (Morbus Sever-Haglund) und eine schmerzhafte Verknöcherung am Ansatz der Achillessehne benannt (Haglund-Exostose), ebenso wie die als „Haglund-Delle“ bezeichnete Vertiefung an der Kniescheibenrückseite, die eine häufig vorkommende anatomische Variante darstellt.

## Schriften
- Über Fractur des Epiphysenkerns des Calcaneus, nebst allgemeinen Bemerkungen über einige ähnliche juvenile Knochenkernverletzungen, In: Archiv für klinische Chirurgie, 1907.
- Beitrag zur Klinik der Achillessehne, Zeitschrift für orthopädische Chirurgie, einschließlich der Heilgymnastik und Massage, 1927–28.